# Colombia op de Olympische Zomerspelen 1948
Colombia nam deel aan de Olympische Zomerspelen 1948 in Londen, Engeland. De derde olympische deelname bleef zonder medailles. De eerste medaille zou pas in 1972 worden behaald.

## Deelnemers en resultaten

### Atletiek
| Olympiër       | Discipline      | Resultaat | Prestatie            |
| -------------- | --------------- | --------- | -------------------- |
| Jaime Aparicio | 400m (m)        | 36e       | serie 2: 4de in 50,8 |
| Mario Rosas    | 400m (m)        | 41e       | serie 3: 4de in 51,4 |
| Jaime Aparicio | 400m horden (m) | 16e       | serie 1: 4de in 55,1 |
| Mario Rosas    | 400m horden (m) | 20e       | serie 4: 5de in 55,9 |

### Schermen
| Olympiër         | Discipline | Resultaat | Prestatie |
| ---------------- | ---------- | --------- | --- |
| Antonio Ahumada  | degen (m)  | 64e       | 1ste ronde groep 2: 8ste met 0 overwinningen                                                                      |
| Emiliano Camargo | degen (m)  | 18e       | 1ste ronde groep 6: 4de met 4 overwinningen kwartfinale 1: 3de met 3 overwinningen halve finale 1: niet gefinisht |
| Roberto Camargo  | floret (m) | 46e       | 1ste ronde groep 6: 6de met 2 overwinningen                                                                       |

### Zwemmen
| Olympiër      | Discipline           | Resultaat | Prestatie                                             |
| ------------- | -------------------- | --------- | ----------------------------------------------------- |
| Luis Child    | 400m vrije slag (m)  | 24e       | series: 24ste in 5.08,5                               |
| Luis González | 400m vrije slag (m)  | 17e       | series: 17de in 5.02,1                                |
| Luis Child    | 1500m vrije slag (m) | 20e       | series: 20ste in 20.47,0                              |
| Luis González | 1500m vrije slag (m) | 13e       | series: 16de in 20.40,6 halve finale: 13de in 20.41,6 |

Afghanistan · Argentinië · Australië · België · Bermuda · Birma · Brazilië · Brits-Guiana · Canada · Ceylon · Chili · Colombia · Cuba · Denemarken · Egypte · Filipijnen · Finland · Frankrijk · Griekenland · Groot-Brittannië · Hongarije · Ierland · IJsland · India · Irak · Iran · Italië · Jamaica · Joegoslavië · Libanon · Liechtenstein · Luxemburg · Malta · Mexico · Monaco · Nederland · Nieuw-Zeeland · Noorwegen · Oostenrijk · Pakistan · Panama · Peru · Polen · Portugal · Puerto Rico · Republiek China · Singapore · Spanje · Syrië · Trinidad en Tobago · Tsjecho-Slowakije · Turkije · Uruguay · Venezuela · Verenigde Staten · Zuid-Afrika · Zuid-Korea · Zweden · Zwitserland